# Giải của Hiệp hội phê bình phim Chicago cho nữ diễn viên phụ xuất sắc nhất
Giải của Hiệp hội phê bình phim Chicago cho nữ diễn viên phụ xuất sắc nhất là một giải thưởng hàng năm của Hiệp hội phê bình phim Chicago dành cho nữ diễn viên đóng vai phụ trong một phim, được bầu chọn là xuất sắc nhất.

## Các người đoạt giải

### Thập niên 1980
| Năm  | Người đoạt giải   | Phim                     | Vai diễn               |
| ---- | ----------------- | ------------------------ | ---------------------- |
| 1989 | Laura San Giacomo | sex, lies, and videotape | Cynthia Patrice Bishop |

### Thập niên 1990
| Năm  | Người đoạt giải | Phim                  | Vai diễn                  |
| ---- | --------------- | --------------------- | ------------------------- |
| 1990 | Lorraine Bracco | Goodfellas            | Karen Hill                |
| 1993 | Rosie Perez     | Fearless              | Carla Rodrigo             |
| 1994 | Dianne Wiest    | Bullets Over Broadway | Helen Sinclair            |
| 1995 | Joan Allen      | Nixon                 | Pat Nixon                 |
| 1996 | Irma P. Hall    | A Family Thing        | Aunt T.                   |
| 1997 | Debbi Morgan    | Eve's Bayou           | Mozelle Batiste Delacroix |
| 1998 | Kathy Bates     | Primary Colors        | Libby Holden              |
| 1999 | Chloë Sevigny   | Boys Don't Cry        | Lana Tisdel               |

### Thập niên 2000
| Năm  | Người đoạt giải      | Phim                     | Vai diễn           |
| ---- | -------------------- | ------------------------ | ------------------ |
| 2000 | Frances McDormand    | Almost Famous            | Elaine Miller      |
| 2001 | Cameron Diaz         | Vanilla Sky              | Julianna Gianni    |
| 2002 | Meryl Streep         | Adaptation.              | Susan Orlean       |
| 2003 | Patricia Clarkson    | Pieces of April          | Joy Burns          |
| 2004 | Virginia Madsen      | Sideways                 | Maya Randall       |
| 2005 | Maria Bello          | A History of Violence    | Edie Stall         |
| 2005 | Amy Adams            | Junebug                  | Ashley Johnsten    |
| 2005 | Scarlett Johansson   | Match Point              | Nola Rice          |
| 2005 | Catherine Keener     | Capote                   | Harper Lee         |
| 2005 | Rachel Weisz         | The Constant Gardener    | Tessa Quayle       |
| 2005 | Michelle Williams    | Brokeback Mountain       | Alma Beers-Del Mar |
| 2006 | Rinko Kikuchi        | Babel                    | Chieko             |
| 2006 | Adriana Barraza      | Babel                    | Amelia             |
| 2006 | Cate Blanchett       | Notes on a Scandal       | Sheba Hart         |
| 2006 | Abigail Breslin      | Little Miss Sunshine     | Olive Hoover       |
| 2006 | Toni Collette        | Little Miss Sunshine     | Sheryl Hoover      |
| 2006 | Jennifer Hudson      | Dreamgirls               | Effie White        |
| 2007 | Cate Blanchett       | I'm Not There            | Jude Quinn         |
| 2007 | Jennifer Jason Leigh | Margot at the Wedding    | Pauline            |
| 2007 | Leslie Mann          | Knocked Up               | Debbie             |
| 2007 | Amy Ryan             | Gone Baby Gone           | Helene McCready    |
| 2007 | Tilda Swinton        | Michael Clayton          | Karen Crowder      |
| 2008 | Kate Winslet         | The Reader               | Hanna Schmitz      |
| 2008 | Amy Adams            | Doubt                    | Sister James       |
| 2008 | Penélope Cruz        | Vicky Cristina Barcelona | María Elena        |
| 2008 | Viola Davis          | Doubt                    | Mrs. Miller        |
| 2008 | Rosemarie DeWitt     | Rachel Getting Married   | Rachel             |